# Conquista de Dwarasamudra
La conquista de Dwarasamudra se refiere a la campaña militar en que las fuerzas del Sultanato de Delhi anexaron la mayor parte del reino de la dinastía Hoysala, incluyendo su capital, en 1327.

## Antecedentes
En 1310, el sultán de Delhi, Alaudín, ordenó a su general y esclavo, Malik Kafur, liderar una expedición contra el reino de la dinastía Hoysala. A diferencia de otros reyes hindúes como Ramachandra y Prataparudra, el rey local Veera Ballala III consideró inútil presentar batalla campal y a inicios del año siguiente entregó un gran botín y juró vasallaje y pagar un tributo anual. Su hijo, el príncipe Vira Virupaksha Ballala, fue capturado y enviado a la corte del sultán hasta su retorno en 1313.

## Conquista
Hacia 1318, el nuevo sultán Qutbuddin Mubarak Sah había anexado el reino de los seunas a sus dominios directos, mientras que Ballala III había abandonado su relación de vasallaje y de pagar tributos aprovechando del caos que vivía el sultanato. El sultán ordenó a su general Jursan Jan reconquistar el sur del subcontinente indio.
En 1327, un nuevo sultán, Muhammad bin Tughluq, envió un ejército que saqueo Dwarasamudra. Probablemente estaba a cargo del general Yalaluddin Ahsan Jan. El rey hoysala debió abandonar su ciudad y refugiarse en Tiruvannamalai, que se convirtió en su nueva capital en algún momento de 1328. Durante aquella campaña también fue capturada la ciudad de Madurai, capital de la dinastía Pandya. Los nuevos gobernantes túrquicos tuvieron problemas para controlar la región, sometida a monzones estacionales, separada de los puertos por Canara y Malabar por los Ghats occidentales y con una población de hindúes dravídicos bien organizados a nivel local. Para intentar asegurar el nuevo territorio, los musulmanes fueron extremadamente violentos.

## Consecuencias
En 1335, Yalaluddin, conocedor de las dificultades que vivían Tughluq en el norte del sultanato, lideró una rebelión que proclamó la independencia del Sultanato de Madurai, que gobernó hasta su muerte en 1340. Aprovechando la guerra civil entre musulmanes, Ballala III aprovechó para reconstruir su poder en Tamil Nadu. Fue a Kanchipuram, donde animó al pueblo a rebelarse contra los musulmanes. También fundó una segunda capital a orillas del río Tungabhadra, que autores como Henry Heras identifican como Vijayanagara. En sus esfuerzos por acabar con el nuevo sultanato, Ballala III fue vencido y muerto en 1343.
La aniquilación de las dinastías nativas del Decán causó tal inestabilidad que el sultanato no pudo mantener su dominio en la región y de ese caos surgió un reino poderoso con capital en Vijayanagara que anexó los dominios de los hoysalas después que el hijo y sucesor de Ballala III, Veera Ballala IV, murió luchando con el sultán de Madurai hacia 1346. En palabras del historiador Burton Stein, la llegada de los ejércitos túrquicos fue abrupta y acabó con los centros de poder locales, causando un vacío que permitió el nacimiento de un imperio en Vijayanagara. La guarnición musulmana en Madurai, aislada de todo posible refuerzo, sería vencida en los años siguientes.